# Battaglia del fiume Bilin
La Battaglia del fiume Bilin fu la prima grande battaglia combattuta durante la Campagna di Birmania durante la seconda guerra mondiale. Fu combattuta dal 14 al 18 febbraio e fu vinta dai giapponesi, i quali riportarono una vittoria tattica contro l’esercito anglo-indiano. Questi successi permisero loro di ottenere una vittoria decisiva subito dopo la battaglia del ponte sul Sittang.
Il Brigadiere Sir John George Smyth, V.C., che comandò la 17ª Divisione di fanteria dell’esercito britannico durante la battaglia, disse che il fiume Bilin “in quel periodo dell’anno era solo un fossato, ma comunque un’ottima linea di coordinamento." La 17ª, a quell’epoca, era una divisione appena costituita, senza azioni alle spalle.

## Antefatti
Il 15 gennaio il 112º Battaglione dell’Armata del Sud giapponese entrò nell’odierno Myanmar. Quattro giorni dopo aveva catturato Tavoy (oggi Dawei), tagliando le vie di fuga della guarnigione di stanza a Mergui, obbligata a ritirarsi via mare, e tre campi volo, che permisero loro di avere il supporto aereo. Dopo questi risultati, decisero di avanzare verso Kawkareik. Avute queste notizie, Smyth chiese immediatamente di potersi ritirare in zone meglio difendibili, ma ricevette l’ordine di mantenere la posizione.
Il 25 gennaio, il generale Wavell ordina di difendere strenuamente Moulmein dagli assalti giapponesi. Pertanto la 17ª Divisione di fanteria indiana si schiera sulla riva occidentale del fiume Salween. Il 26 gennaio, la 55ª Divisione giapponese avanzò verso Moulmein, presso cui si trovava un altro campo di volo. Ai soldati britannici si presentava uno scenario poco favorevole: non solo la zona era difficilmente difendibile, ma era anche complessa la ritirata, poiché non esisteva alcun ponte sul golfo di Martaban, perciò l'unico modo per ritirarsi era via mare. I soldati resistettero due giorni prima di ritirarsi via nave. I combattimenti risultarono nella morte di 600 uomini e la perdita di una gran quantità di equipaggiamento.
Smyth mandò a Rangoon il Brigadiere David Tennant Cowan, detto "Punch", per chiedere al comandante, il generale Hutton, il permesso di ritirarsi oltre il fiume Sittang. Tuttavia quest'ultimo, forse anche per le pressioni ricevute dai superiori, rifiutò.

## La battaglia
A causa di questa decisione, definita da Smyth come "disastrosa", la 17ª Divisione resistette per due giorni, combattendo corpo a corpo nella giungla. I giapponesi tentarono di aggirare il nemico fin da subito e, nonostante l'impiego di tutti gli uomini a disposizione della divisione, riuscirono ad accerchiarlo quasi totalmente. Per evitare che la morsa venisse chiusa, Hutton diede il permesso di ritirarsi a Smyth che approfittò della notte per disimpegnarsi e dirigersi verso il ponte sul Sittang che distava 48 km.

## Esiti
La 17ª Divisione lentamente si ritirò verso il ponte sul Sittang. Tuttavia i giapponesi riuscirono ad aggirarla e a raggiungere l'area. Questo fatto, insieme alla forza del nemico, costrinse i britannici a distruggere il ponte per rallentare il nemico. Questo, però, accadde quando ancora gran parte delle truppe e dell'equipaggiamento britannico si trovava sulla sponda ormai in mano nemica. Alla fine la maggior parte degli uomini riuscì ad attraversare in altri punti il fiume, ma l'equipaggiamento venne abbandonato.